# Anne Chislett
Anne Chislett (* 1942 in St. John’s, Neufundland, Kanada) ist eine  Autorin und Drehbuchautorin.
Aufgewachsen in ihrer Heimatstadt, studierte sie an der Memorial University in St. John’s und der University of British Columbia. Anschließend unterrichtete sie die Fächer Englisch und Theater an High Schools in Ontario und Umgebung. Seit 1980 ist sie hauptberufliche Autorin.
Zu ihren bekanntesten Stücken gehören The Tomorrow Box von 1980 und Quiet in the Land von 1996. Ihr Theaterstück Flippin’ in gewann 1996 den Chalmer's Canadian Play for Young Audiences Award.
Sie ist Vize-Präsidentin des National Council of the Playwrights Guild of Canada.